# Institut national supérieur du cinéma (Algérie)
L'Institut National Supérieur du Cinéma (en arabe : المعهد الوطني العالي للسينما) est un établissement public à caractère administratif situé dans la commune de Koléa en Algérie, ayant pour mission de dispenser des formations en cinéma et aux autres arts de l'écran,,.

## Création
L'institut a été créé en 2023 conformément à la résolution 23-191 le Premier ministre Aïmene Benabderrahmane et a été officiellement inauguré en 2024, lorsqu'il a été inauguré par La ministre de la Culture et des Arts, Soraya Mouloudji.

## Départements
L'institut comprend 3 départements destinés au bénéfice des étudiants dans le choix des spécialisations, qui sont :
1. Réalisation et scénario
2. Prise de vue et son
3. Gestion de production